# GoldSrc
GoldSrc (bądź GoldSource) – wewnętrzna nazwa Valve Software dla wysoko zmodyfikowanego silnika gry Quake z dodanymi pewnymi elementami, pochodzącymi z silnika gry Quake II. GoldSrc został użyty w grze Valve Software pod tytułem Half-Life z 1998 roku. GoldSrc jest zmodyfikowaną wersją silnika QuakeWorld, który był efektem pracy nad silnikiem Quake'a.
Podczas prac nad silnikiem GoldSrc poprawiono wiele rzeczy. Dodano na przykład obsługę szkieletów dla modeli (silnik Quake'a używał natomiast animacji wierzchołkowych). GoldSrc jest zdolny do renderowania obrazu w dwóch trybach – OpenGL i Direct3D. Następcą silnika GoldSrc jest silnik Source, w którym m.in. dodano obsługę ragdolli z pomocą silnika Havok. Ostatnia pełnoprawna gra używająca silnika GoldSrc to Cry of Fear autorstwa Team Psykskallar.

## Gry używające silnika GoldSrc
- Half-Life (Valve Software, 1998)
- Half-Life: Opposing Force (Gearbox Software, 1999)
- Half-Life: Blue Shift (Gearbox Software, 2001)
- Half-Life: Decay (Gearbox Software, 2001)
- Counter-Strike (Valve Software, 2000)
- Team Fortress Classic (Valve Software, 1999)
- Gunman Chronicles(inne języki) (Rewolf Software, 2000)
- Nightfire(inne języki) (Gearbox Software, 2002)
- Ricochet (Valve Software, 2002)
- Deathmatch Classic (Valve Software, 2002)
- Day of Defeat (Valve Software, 2003)
- Counter-Strike: Condition Zero (Valve Software, Ritual Entertainment, Rogue Entertainment, Turtle Rock Studios, 2004)
- Counter-Strike Online (Nexon Corporation, Valve Software, 2008)
- Cry of Fear (Team Psykskallar, 2012)
- Counter-Strike Nexon: Zombies (Nexon Corporation, Valve Software, 2014)